# لورين قديح
لورين قديح ممثلة ومقدّمة برامج لبنانية.

## حياتها المهنية
كانت بداية ظهورها على الساحة الفنية في المسلسل اللّبناني (من أحلى بيوت راس بيروت)، والذي من كتابة الكاتب اللبناني مروان نجار، ومن إخراج ميلاد أبي رعد، ثمّ كانت ثاني أعمالها الفنية في الفيلم السينمائي (آخر فالنتاين في بيروت) وهو فيلم من إخراج المخرج اللّبناني سليم الترك، وقد توجه لها انتقادات عدة على دورها في هذا العمل، وقد شاركت بعد ذلك في فيلم (حبّة لولو) للمخرجة اللبنانيّة ليال راجحة، ثم فيلم (شي يوم رح فِل) للمخرجة نفسها.
إلى جانب ذلك، فإن لورين تقدّم برنامج اذاعي يذاع على إحدى الإذاعات اللبنانيّة المحلية، وهو عبارة عن تقييم لأزياء المشاهير العرب والأجانب.